# Luis Ricardo Falero

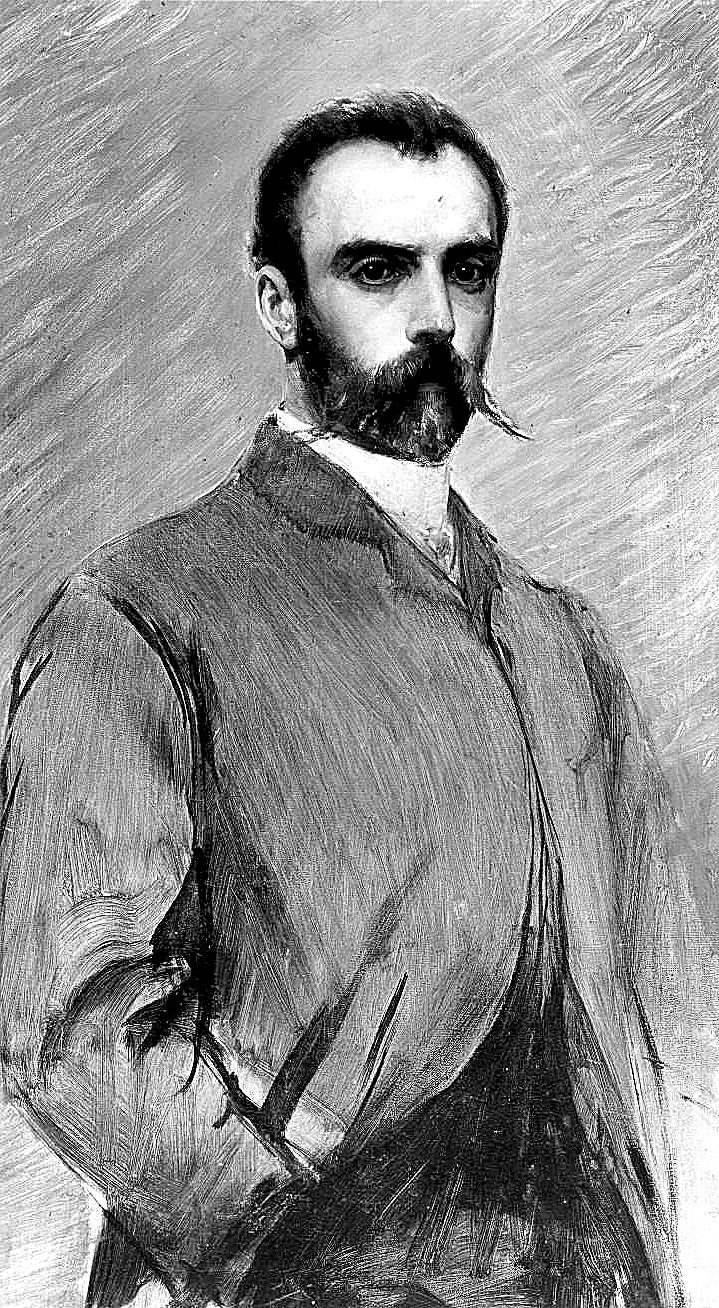
Selbstporträt, um 1880, Galleria degli Uffizi

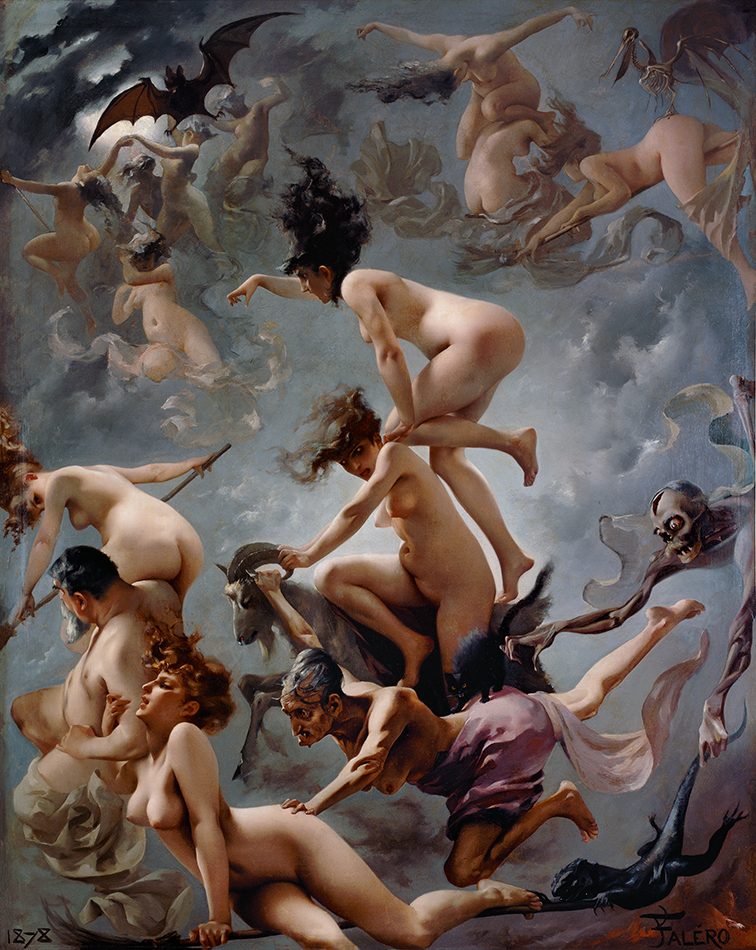
Walpurgisnacht. Der Aufbruch der Hexen (auch Hexen auf dem Weg zum Sabbat), 1878

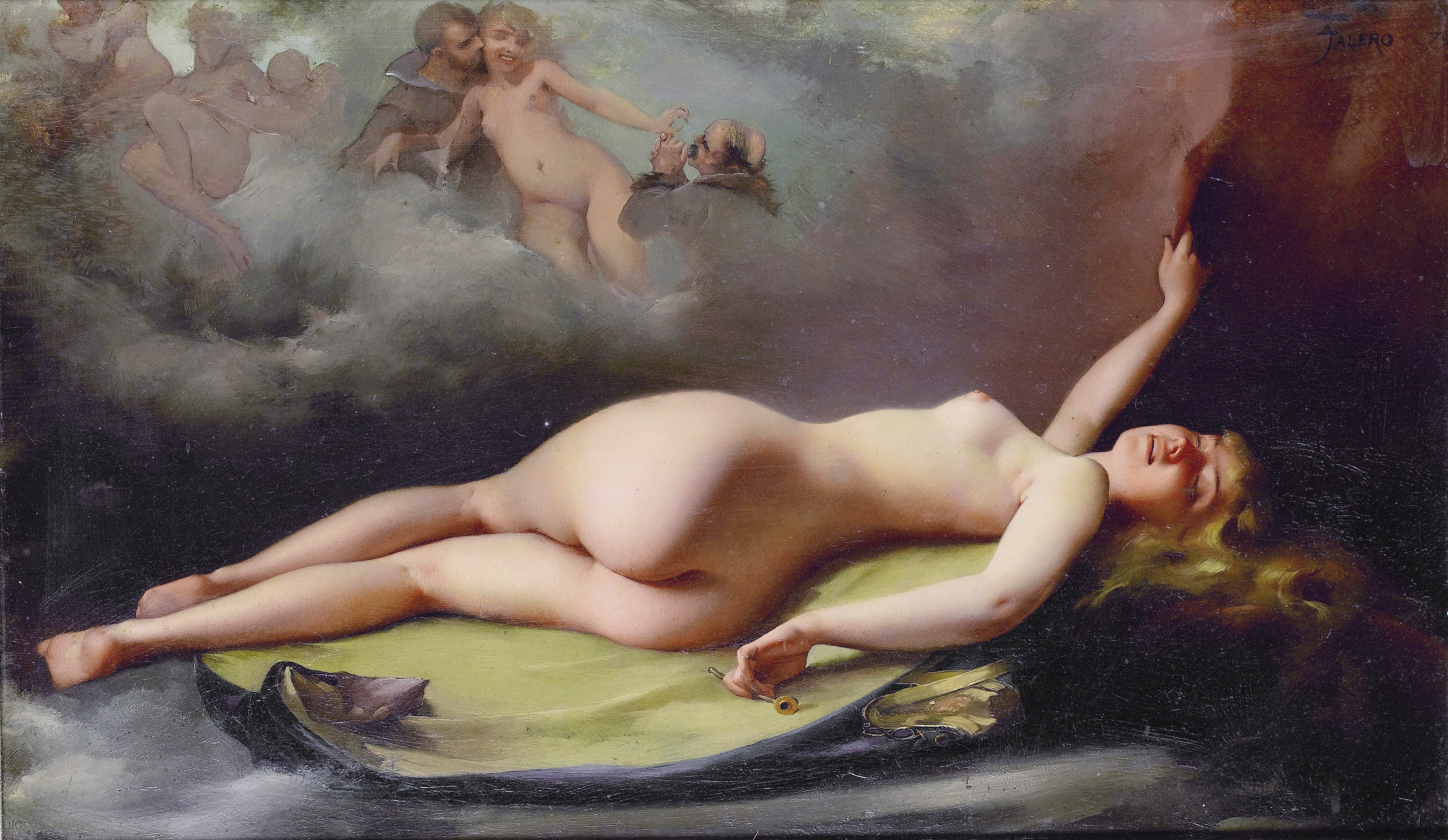
Liegender Akt oder Opiumraucherin, 1879

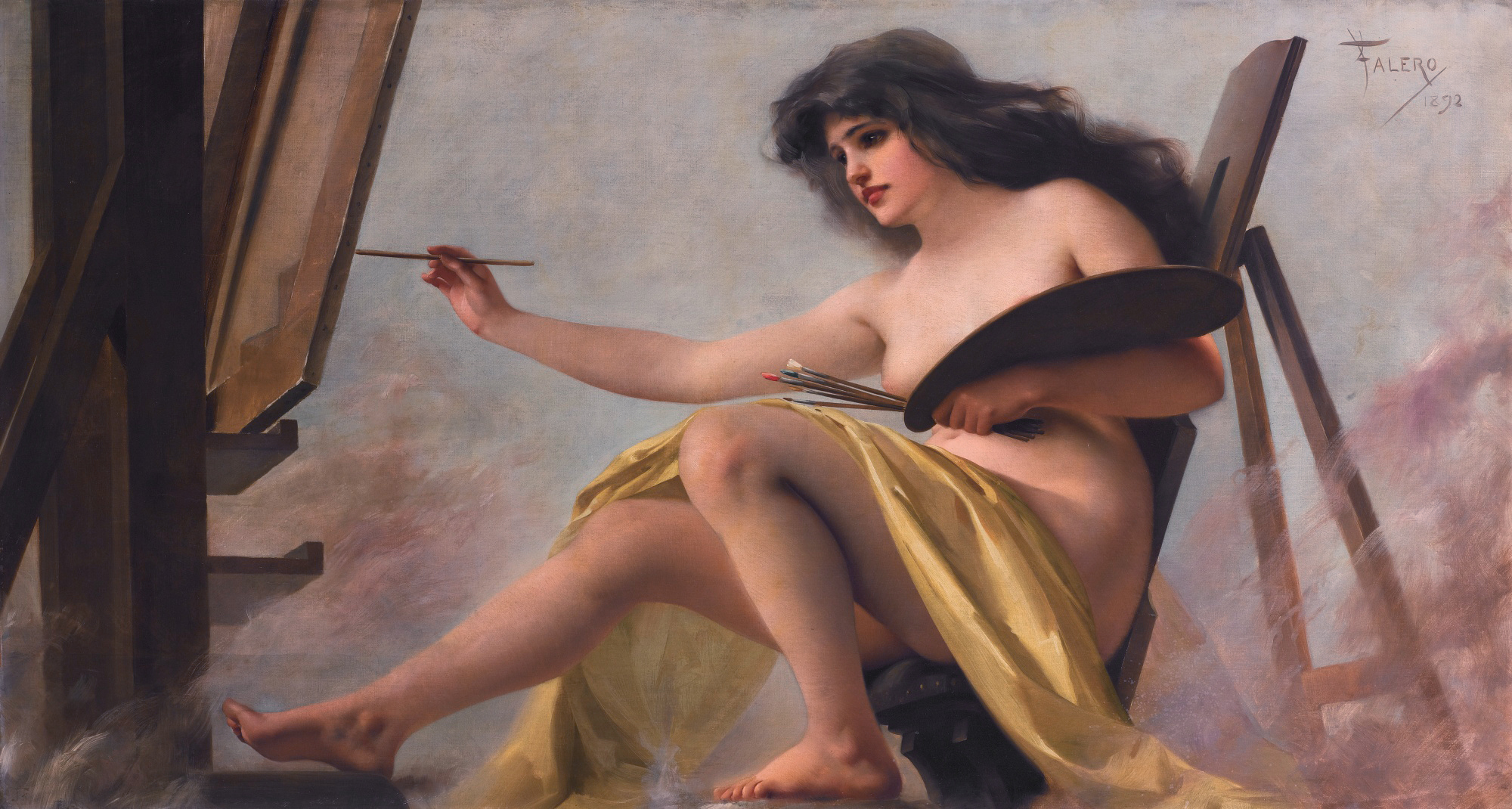
Allegorie der Malerei, 1892

Luis Ricardo Falero (geboren 23. Mai 1851 in Granada; gestorben 7. Dezember 1896 in London), auch Riccardo, Duque de Labranzano, war ein spanischer Maler.

## Leben
Entgegen den Wünschen seiner wohlhabenden Eltern entschied sich Luis Ricardo Falero sechzehnjährig gegen eine Marinelaufbahn in der Spanischen Armada. Er eignete sich autodidaktisch seine zeichnerischen und malerischen Fähigkeiten an und arbeitete zunächst jahrelang in Paris, wo er in den Jahren 1879 bis 1885 einige Male sich an den Ausstellungen des Pariser Salons beteiligte. Anschließend siedelte er nach London über, wo er gelegentlich in den Jahren 1889 bis 1893 mit Werken in den Ausstellungen der Royal Academy of Arts vertreten war.
Sein Hauptinteresse galt dem weiblichen Akt, den er zu verschiedenen Themen in seine Bilder platzierte. Für Camille Flammarions 1889 erschienene phantastische Erzählung Uranie steuerte er neben anderen Künstlern Illustrationen bei.
Mit der Malerin und Kaufmannstochter Alice Herrfeldt, die seine Schülerin war, zeugte er den Sohn Marcel René von Herrfeldt, der auch Maler wurde. 1889, im Geburtsjahr des Sohnes heiratete Alice Herrfeldt den ungarischen Opernsänger Alexander Klein.

## Werke (Auswahl)
Maße: Höhe × Breite
- 1878: Walpurgisnacht. Der Aufbruch der Hexen, Öl auf Leinwand, 145,5 × 118,2 cm (2018 ausgestellt in der Kunsthalle München, Du bist Faust[4]) – Privatsammlung, Monza, Italien
- Um 1880: Selbstporträt, Öl auf Leinwand, 105 × 56 cm – Galleria degli Uffizi, Florenz
- 1881: Zwillingssterne, Aquarell auf Papier, 41,9 × 21,6 cm – Metropolitan Museum of Art, New York City
- 1887: Mädchenstudie, Öl auf Leinwand, 30,3 × 23 cm – Leighton House Museum, London
- 1893: Der Schmetterling, Öl auf Leinwand, 71,5 × 38,6 cm – Russell-Cotes Art Gallery & Museum, Bournemouth
- 18??: Histoire D’Une Comète (Geschichte eines Kometen), Öl auf Leinwand, 46,2 × 33,5 cm – Wellcome Library, London
- 18??: Porträt Cyprian Godebski (auf umgedrehtem Männerporträt mit Hut), Öl auf Leinwand, 63,5 × 48 cm – Nationalmuseum Warschau

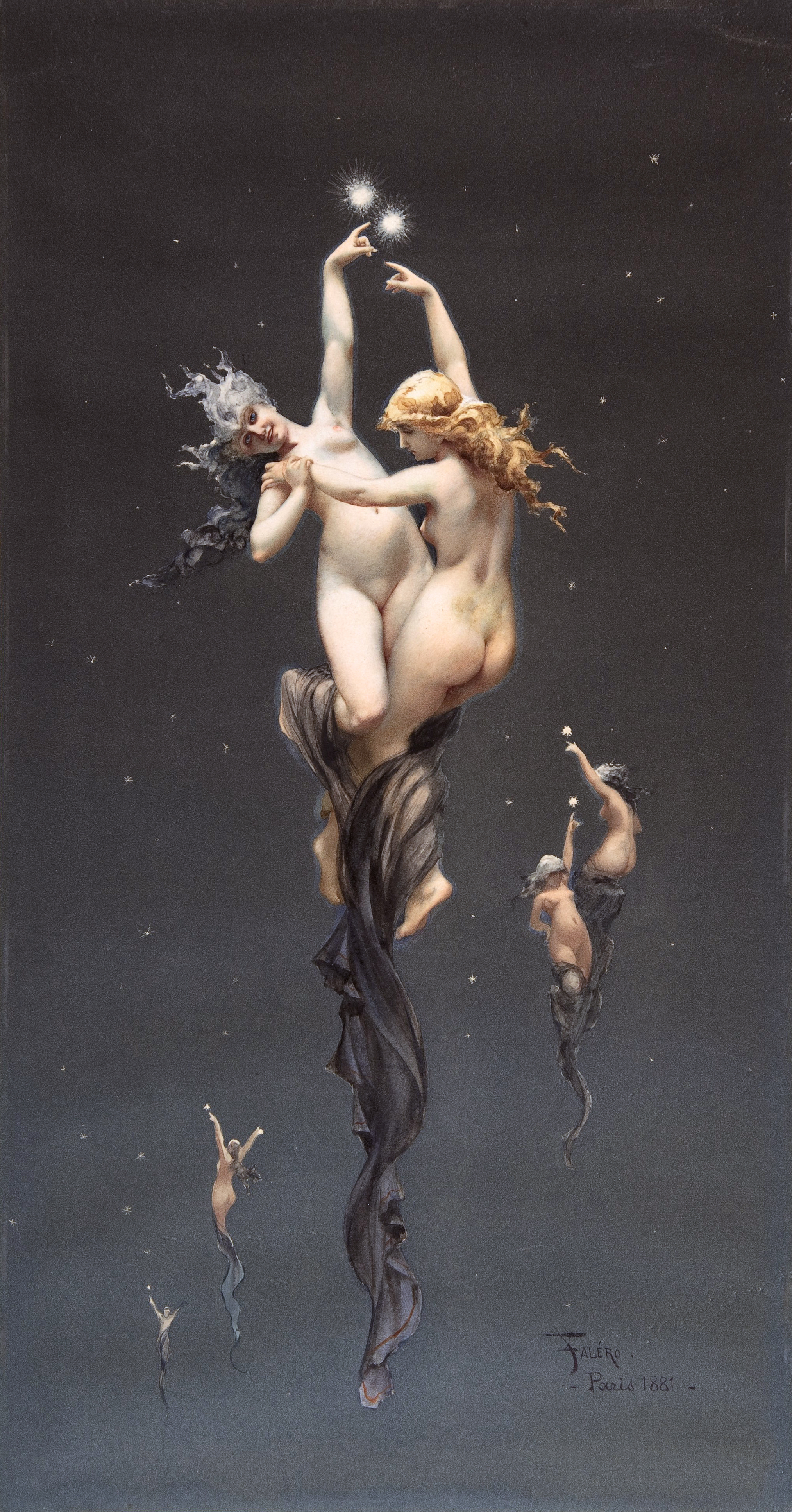
Zwillingssterne, 1881
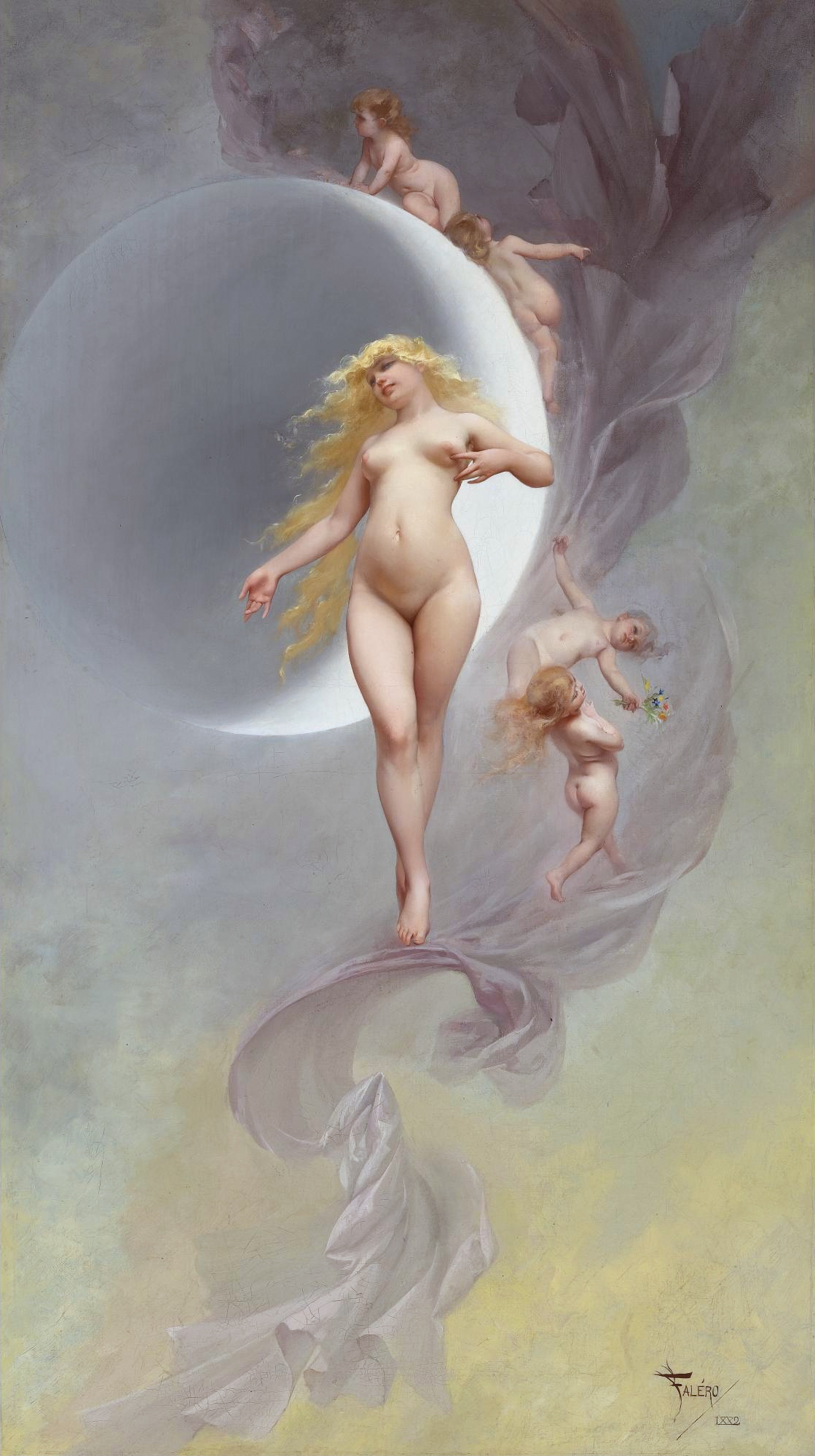
Der Planet Venus, 1882
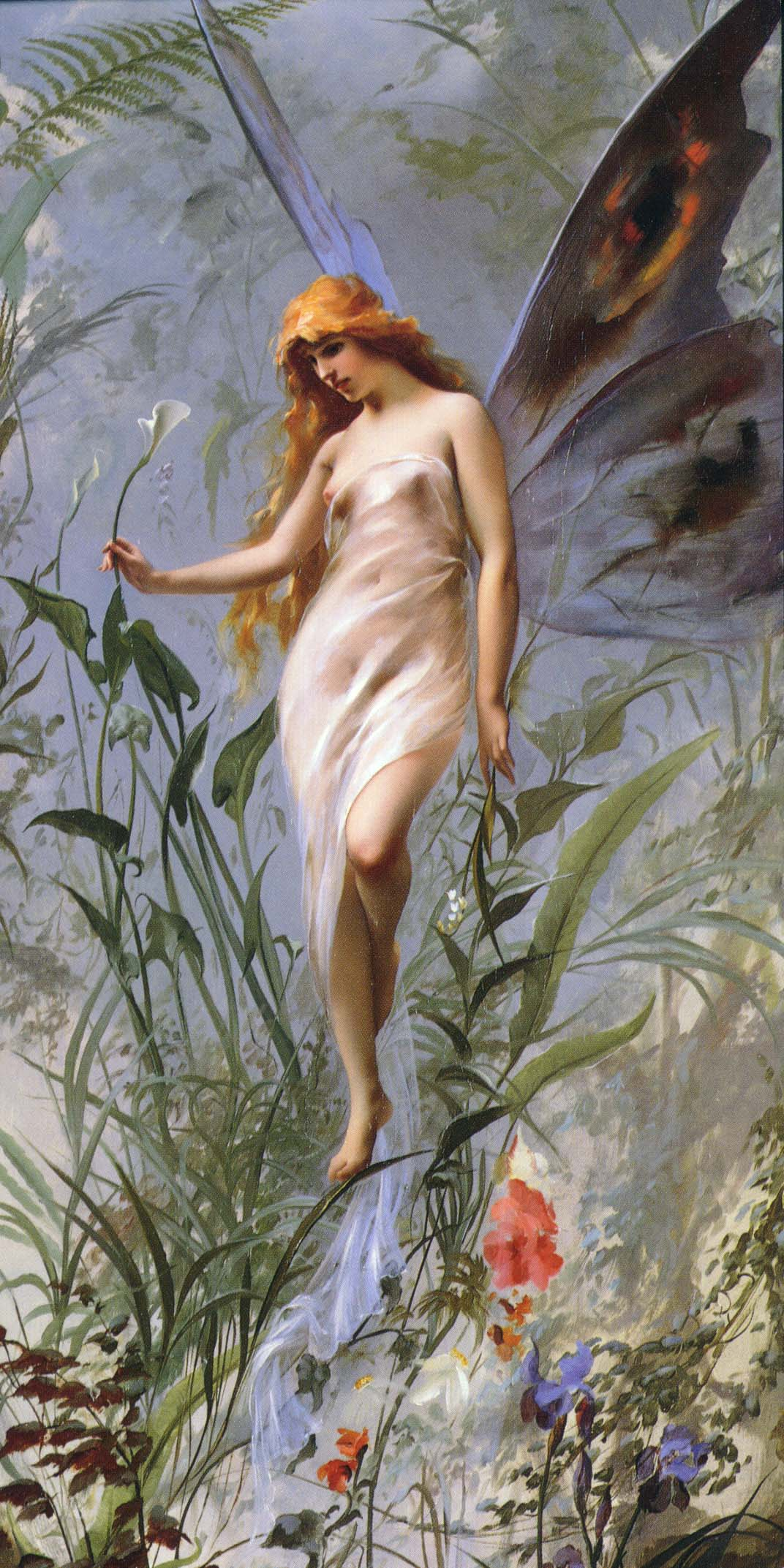
Lilienelfe, 1888
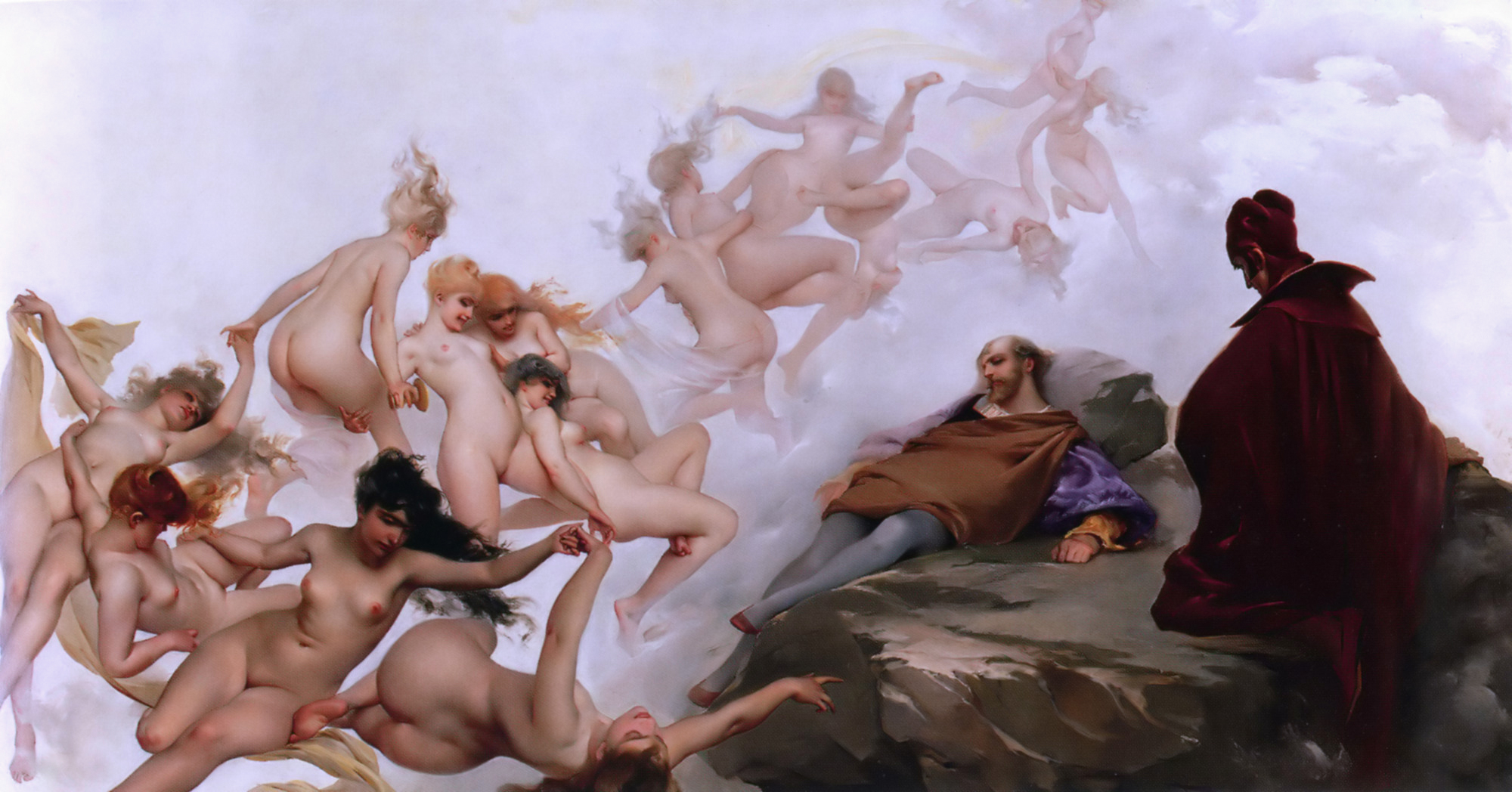
Der Traum des Faust, 1880